# و اکنون تنها یک وعده باقی مانده است
و اکنون تنها یک وعده باقی مانده‌است کتابی از حورا طباطبایی، میترا بیگلری، منا زرباف و زهره لولوئی است که در سال ۱۳۸۶ منتشر شد. 

## جوایز
این کتاب در بیست و ششمین دوره کتاب سال جمهوری اسلامی ایران به‌عنوان کتاب برگزیده معرفی شد.
همچنین برگزیدهٔ سومین دورهٔ جشنواره کتاب فصل بود.

## نقد
سید علی‌محمد رفیعی در نشریه کتاب ماه کودک و نوجوان به نقد این کتاب پرداخته‌است.